# Al Kuwait SC
al Kuwait SC (arabisch نادي الكويت الرياضي, DMG Nādī al-Kuwait ar-Riyāḍī) ist ein Sportverein aus der Stadt Kuwait, Hauptstadt des Emirats Kuwait. Die Sektion Fußball ist die bekannteste des Vereins. Sie spielt in der Kuwaiti Premier League, der höchsten Liga des Landes. Die Heimspiele tragen die Fußballer im al Kuwait Sports Club Stadion aus.

## Fußball

### Vereinsgeschichte
Gegründet 1960, ist der Verein mit 15 Meistertiteln einer der erfolgreichsten des Landes. Von 2006 bis 2008 sowie von 2017 bis 2019 konnten die Fußballer den Meistertitel dreimal in Folge gewinnen. 2008 nahm der Verein noch an der AFC Champions League teil, kam jedoch nicht über die Gruppenphase hinaus. Seit einer Änderung der Qualifikationsregeln der AFC nimmt der Klub als Meister des Landes nur am AFC Cup teil. Nach einem 2:1–Sieg über al-Karama aus Syrien gewann die Mannschaft den AFC Cup 2009. 2012 wiederholte man diesen Erfolg nach einem 4:0-Sieg über Arbil.
Sowohl Rainer Bonhof als auch Theo Bücker waren bereits Trainer der Fußballherren.

### Vereinserfolge

#### National
- Kuwaiti Premier League: 1965, 1968, 1972, 1974, 1977, 1979, 2001, 2006, 2007, 2008, 2013, 2015, 2017, 2018, 2019, 2022, 2022/23, 2023/24[1]
- Kuwait Emir Cup: 1976, 1977, 1978, 1980, 1985, 1987, 1988, 2002, 2009, 2014, 2016, 2017, 2018, 2019, 2021, 2023
- Kuwait Crown Prince Cup: 1994, 2003, 2008, 2010, 2011, 2017, 2019, 2020, 2021
- Kuwait Federation Cup: 2009
- Kuwait Super Cup: 2010, 2015, 2016, 2017, 2020, 2022

#### International
- AFC Cup

Sieger:  2009, 2012, 2013
Finalist: 2011

### Spieler
- Ziad Jaziri (2007–2008)
- André Macanga (2005–2010)
- Reza Ghoochannejhad (2014–2015)

### Trainer
- Rainer Bonhof (2001–2002)
- Ján Pivarník (2002–2003)
- Nabil Maaloul (2021–2022 und 2023–2024)

## Handball
Die Handballabteilung gehört zu den erfolgreichsten des Landes. Die Männer gewannen bisher zwölfmal die Meisterschaft und elfmal den Pokal. 2022 triumphierten sie unter dem portugiesischen Trainer Paulo Pereira in der asiatischen Champions League mit einem 28:23 über den al-Najma Club, nachdem sie 2021 im Finale dem al-Duhail SC 24:27 unterlagen.

### Erfolge
- 12× Kuwaitische Meisterschaft: 1970/71, 1974/75, 2012/13, 2013/14, 2014/15, 2015/16, 2016/17, 2017/18, 2018/19, 2019/20, 2020/21, 2021/22
- 11× Kuwaitischer Pokal: 1969, 1970, 2012, 2015, 2016, 2017, 2018, 2019, 2020, 2021, 2022
- 1× Asian Club League Handball Championship: 2021/22

### Bekannte Spieler
- / Frankis Carol Marzo
- / Alexis Borges
- / Ángel Hernández Zulueta